# Маньчжуро-корейська війна (1636—1637)
Також дивитися: Маньчжуро-корейські війни
Маньчжуро-корейська війна 1636—1637 — збройний конфлікт між Кореєю та маньчжурами, що завершився визнанням Кореєю васальної залежності від імперії Цін.
Після закінчення попередньої маньчжуро-корейської війни відносини між країнами нормалізувалися, але ненадовго. Корейська правляча верхівка бачила в союзі з маньчжурами зраду принципам традиційної політики, і до кінця не вірила в можливість поразки Мінів. Вже навесні 1631 року корейський двір недопоставив данину, що викликало сильне невдоволення у Хуана Тайцзі. Цей конфлікт залагодили, але влітку маньчжури почали вимагати у корейців надати кораблі для нового наступу на Китай, і отримали відмову. Як покарання Тайцзі вдесятеро збільшив розміри данини. Надалі відносини двох країн продовжували гіршати. Корейці відмовлялися допомагати маньчжурам у війні з Китаєм (Імперією Мін), і постачали припасами мінським війська, а маньчжури, в свою чергу, робили набіги на прикордонні території.
Після остаточного розгрому Чахарського Лігден-хана і підпорядкування Південної Монголії в 1635, Тайцзі почав підготовку до нового наступу на Китай. Для цього слід було забезпечити тил, вирішивши корейську проблему. У березні 1636 року Тайцзі прийняв титул «Сина неба» (Хуанді), який ставив його врівень з китайським імператором. В Корею був направлений посол, але ван Інджо відмовився його прийняти, бо це означало б визнати себе васалом новоявленого імператора. Відносини стрімко загострювалися, і в останні дні грудня маньчжурський правитель розпочав війну. На цей раз він сам встав на чолі 130-тисячної армії. Корейські війська і населення чинили запеклий опір, але зупинити просування такого війська не могли. Вже 5 січня маньчжури підійшли до Ийджу. 9 січня загони бейле Юето підійшли до Пхеньяну, командувач гарнізоном якого втік з міста. Жителі вступили в переговори з противником, і це дозволило вану вислизнути зі столиці. Маньчжури кинулися за ним в погоню, 11 січня підступили до гірської фортеці Намхансан, на південь від Сеула, де сховався корейський правитель, і взяли в облогу її. Інші частини розгорнули наступ на різних напрямках, взявши і пограбувавши Пхеньян, Анчжу, острова Кадо, Чхольсан та інші.
До кінця січня опір корейських військ в районі Намхансана було зламано, 23-тисячна армія була розгромлена маньчжурами. Війська Тайцзі переправилися на острів Канхва, де захопили сім'ї вана і його сановників. Дізнавшись про це, Інджо 11 лютого 1637 року капітулював, прибув в маньчжурський табір і на колінах вислухав волю переможця.
На цей раз умови миру були більш жорсткими. Корея припиняла стосунки з Мінської імперією, відмовлялася від мінського літочислення і приймала цінське, двоє синів вана і сини його сановників вирушали до двору Тайцзі в якості заручників. Розміри данини були збільшені, Корея зобов'язалася допомагати Цінам у війні з Китаєм. Відразу ж після підписання миру до острову Кадо були спрямовані 50 корейських кораблів і війська. Корейцям заборонили будувати нові міські стіни і ремонтувати старі, а торгувати, крім маньчжурів, їм дозволялося тільки з Японією.
На стороні Кореї в цій війні вперше билися європейці, троє голандських моряків, які зазнали корабельної аварії і прийнятих на службу в якості артилерійських фахівців. Двоє з них загинули.